# Alban Schnabel
Alban Schnabel (* 11. April 1852 in Limbach bei Chemnitz; † März 1938 in Reichenbach im Vogtland) war ein deutscher Politiker (Nationalliberale Partei) und Kaufmann. Er war Stadtrat in Reichenbach im Vogtland und Mitglied des sächsischen Landtages.

## Leben und Wirken
Schnabel war Kaufmann von Beruf, wurde 1890 Stadtverordneter und von 1903 bis 1919 unbesoldetes Ratsmitglied in Reichenbach im Vogtland.
Durchgängig von 1909 bis 1918 war er für den 21. städtischen Wahlbezirk als Mitglied der Nationalliberalen Partei (NLP) in der Zweiten Kammer des sächsischen Landtags vertreten. 1919 kandidierte er dann für die Deutsche Demokratische Partei (DDP).